# Eleições parlamentares europeias de 1989 (Itália)
As eleições parlamentares europeias de 1989 na Itália foram realizadas a 18 de Junho e, serviram para eleger os 81 deputados do país para o Parlamento Europeu.

## Resultados Oficiais
| Partidos                | Partidos                                | Votos      | %               | +/-   | Deputados | +/-     |
| ----------------------- | --------------------------------------- | ---------- | --------------- | ----- | --------- | ------- |
|                         | Democracia Cristã                       | 11 451 053 | 32,90 / 100,00  | 0,06  | 26 / 81   | Estável |
|                         | Partido Comunista Italiano              | 9 598 369  | 27,58 / 100,00  | 5,75  | 22 / 81   | 5       |
|                         | Partido Socialista Italiano             | 5 151 929  | 14,80 / 100,00  | 3,59  | 12 / 81   | 3       |
|                         | Movimento Social Italiano               | 1 918 650  | 5,51 / 100,00   | 0,96  | 4 / 81    | 1       |
|                         | PLI - PRI                               | 1 532 388  | 4,40 / 100,00   | 1,69  | 4 / 81    | 1       |
|                         | Listas Verdes                           | 1 317 119  | 3,78 / 100,00   | Novo  | 3 / 81    | Novo    |
|                         | Partido Socialista Democrático Italiano | 945 383    | 2,72 / 100,00   | 0,77  | 2 / 81    | 1       |
|                         | Verdes - Arco Íris                      | 830 980    | 2,39 / 100,00   | Novo  | 2 / 81    | Novo    |
|                         | Liga Norte                              | 636 242    | 1,83 / 100,00   | 1,36  | 2 / 81    | 2       |
|                         | Democracia Proletária                   | 449 639    | 1,29 / 100,00   | 0,15  | 1 / 81    | Estável |
|                         | Liga Antiproibicionista das Drogas      | 430 150    | 1,24 / 100,00   | Novo  | 1 / 81    | Novo    |
|                         | Federalismo                             | 207 739    | 0,60 / 100,00   | 0,05  | 1 / 81    | Estável |
|                         | Partido Popular Sul Tirolês             | 172 383    | 0,50 / 100,00   | 0,06  | 1 / 81    | Estável |
|                         | Partido dos Pensionistas                | 162 293    | 0,47 / 100,00   | Novo  | 0 / 81    | Novo    |
| Votos inválidos         | Votos inválidos                         | 2 768 442  | 7,37 / 100,00   | 2,17  |           |         |
| Total                   | Total                                   | 37 572 759 | 100,00 / 100,00 |       | 81 / 81   |         |
| Eleitorado/Participação | Eleitorado/Participação                 | 46 346 961 | 81,07 / 100,00  | 1,40  |           |         |
| Fonte                   | Fonte                                   | [ 1 ]      | [ 1 ]           | [ 1 ] | [ 1 ]     | [ 1 ]   |

## Resultados por círculos eleitorais
| Círculo eleitoral      | %    | D  | %    | D   | %    | D   | %   | D   | %       | D       | %   | D  | %    | D    | %   | D  | %   | D  | %   | D  | %   | D   | %   | D   | %   | D   |    | Votantes   |
| Círculo eleitoral      | DC   | DC | PCI  | PCI | PSI  | PSI | MSI | MSI | PLI-PRI | PLI-PRI | LV  | LV | PSDI | PSDI | VA  | VA | LN  | LN | DP  | DP | LAD | LAD | FED | FED | SVP | SVP | D  | Votantes   |
| ---------------------- | ---- | -- | ---- | --- | ---- | --- | --- | --- | ------- | ------- | --- | -- | ---- | ---- | --- | -- | --- | -- | --- | -- | --- | --- | --- | --- | --- | --- | -- | ---------- |
| Itália Norte-Ocidental | 30,2 | 7  | 25,2 | 5   | 15,2 | 4   | 4,5 | 1   | 5,2     | 1       | 4,0 | 1  | 2,4  | 1    | 2,9 | 1  | 5,6 | 2  | 1,6 | 1  | 1,2 | 1   | 0,5 | -   | -   | -   | 25 | 10 406 067 |
| Itália Norte-Oriental  | 33,2 | 5  | 28,3 | 5   | 14,1 | 2   | 4,2 | 1   | 4,1     | 1       | 4,9 | 1  | 2,0  | -    | 2,7 | 1  | 1,0 | -  | 1,1 | -  | 1,3 | -   | 0,6 | -   | 2,4 | 1   | 17 | 7 608 531  |
| Itália Central         | 29,5 | 5  | 35,2 | 6   | 13,9 | 2   | 6,3 | 1   | 3,7     | 1       | 3,9 | 1  | 2,5  | -    | 2,4 | -  | 0,2 | -  | 1,2 | -  | 1,3 | -   | 0,1 | -   | -   | -   | 16 | 7 600 174  |
| Itália Meridional      | 37,8 | 6  | 24,4 | 4   | 16,4 | 3   | 6,8 | 1   | 4,1     | 1       | 2,8 | -  | 3,6  | 1    | 1,7 | -  | 0,1 | -  | 1,3 | -  | 1,2 | -   | 0,1 | -   | -   | -   | 16 | 8 058 765  |
| Itália Insular         | 36,3 | 3  | 24,0 | 2   | 13,7 | 1   | 6,9 | -   | 4,9     | -       | 2,8 | -  | 3,9  | -    | 1,7 | -  | 0,1 | -  | 1,2 | -  | 1,6 | -   | 2,9 | 1   | -   | -   | 7  | 3 899 222  |
| Estrangeiro            | 24,7 | -  | 24,9 | -   | 19,2 | -   | 3,6 | -   | 2,3     | -       | 5,2 | -  | 6,9  | -    | 4,8 | -  | 0,8 | -  | 4,6 | -  | 1,4 | -   | 1,1 | -   | 0,6 | -   | -  | 227 310    |
| Itália                 | 32,9 | 26 | 27,6 | 22  | 14,8 | 12  | 5,5 | 4   | 4,4     | 4       | 3,8 | 3  | 2,7  | 2    | 2,4 | 2  | 1,8 | 2  | 1,3 | 1  | 1,2 | 1   | 0,6 | 1   | 0,5 | 1   | 81 | 37 572 759 |